# دبليو. دبليو. براون
دبليو. دبليو. براون (بالإنجليزية: William Wayne Brown)‏ هو مهندس أمريكي، ولد في 27 فبراير 1886 في دودج سيتي في الولايات المتحدة، وتوفي في 14 يونيو 1958 في كانساس سيتي في الولايات المتحدة.